# Langeoog
Langeoog község és sziget Németországban, azon belül Alsó-Szászország tartományban. Lakosainak száma 1756 fő (2023. december 31.).

## Leírása
A mintegy 2900 lakosú fürdőhelyére Bensersielből rendszeres hajó- és légijáratok közlekednek. A sziget érdekessége madárkolóniája.

## Földrajza
Langeoog egy nagyjából 20 négyzetkilométer területű sziget, melyet egy 14 kilométer hosszúságú homokstrand övez.

## Galéria

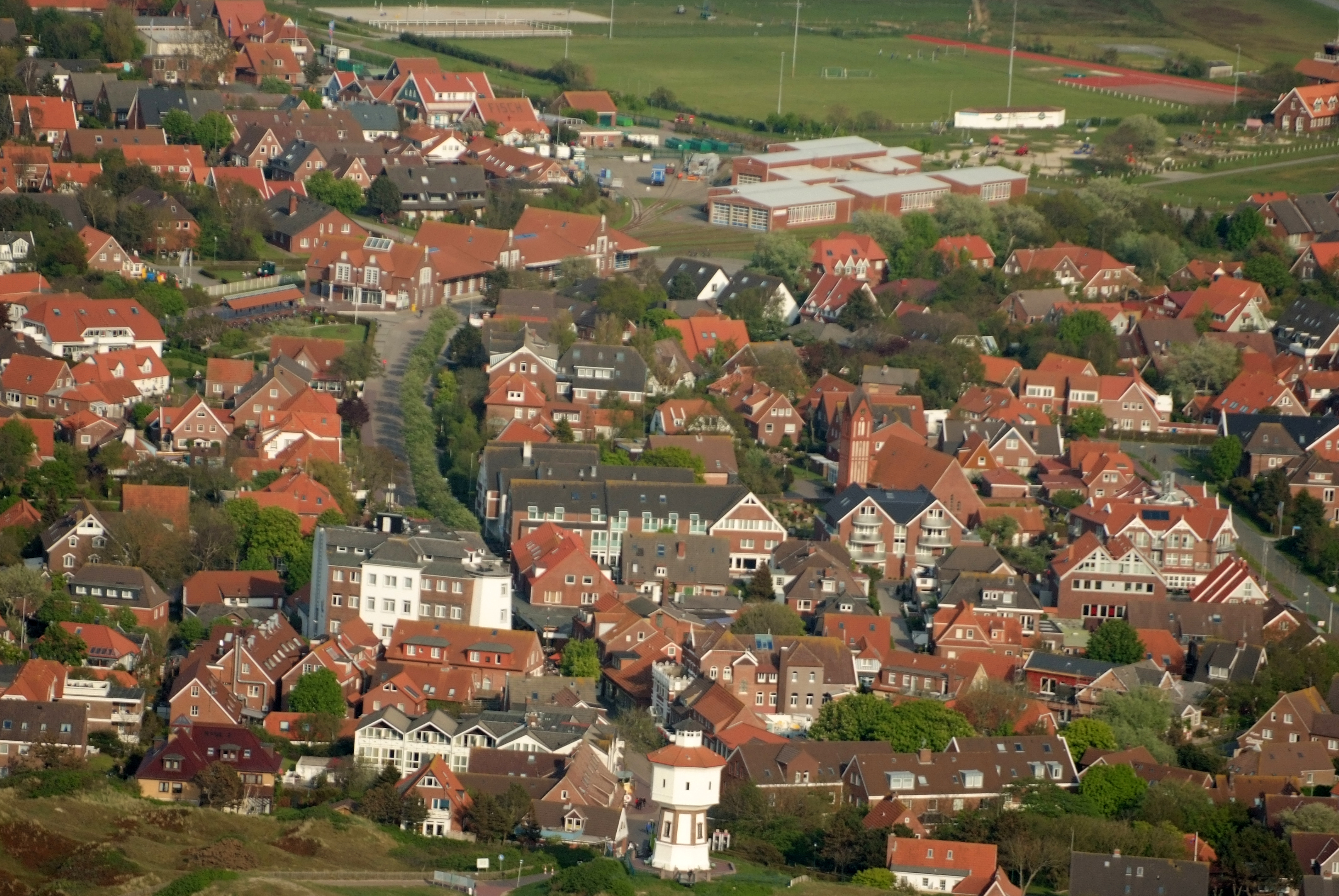
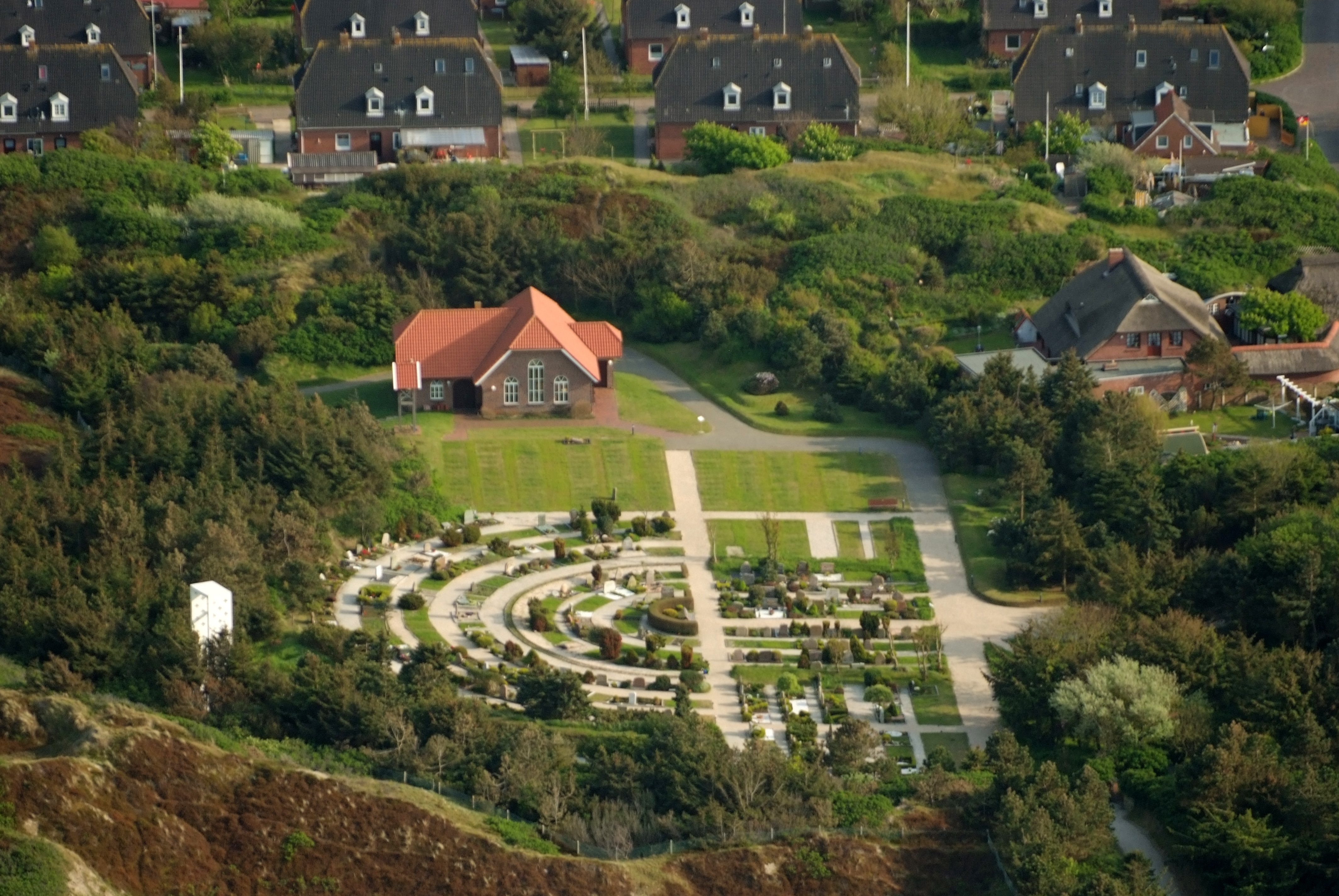
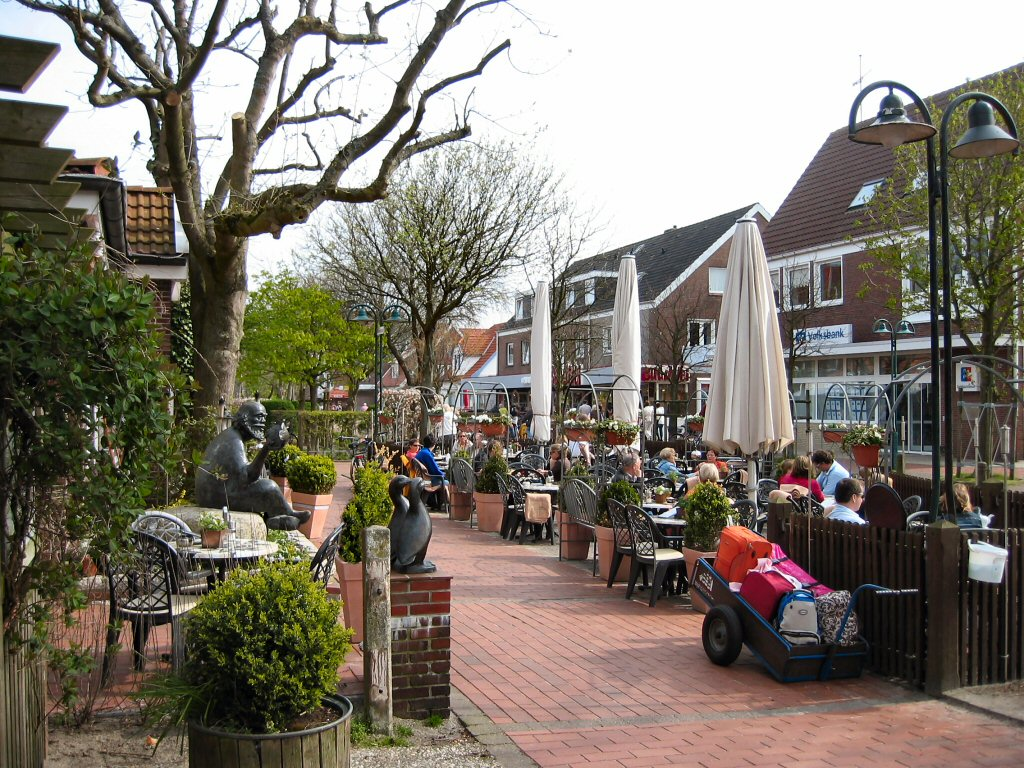
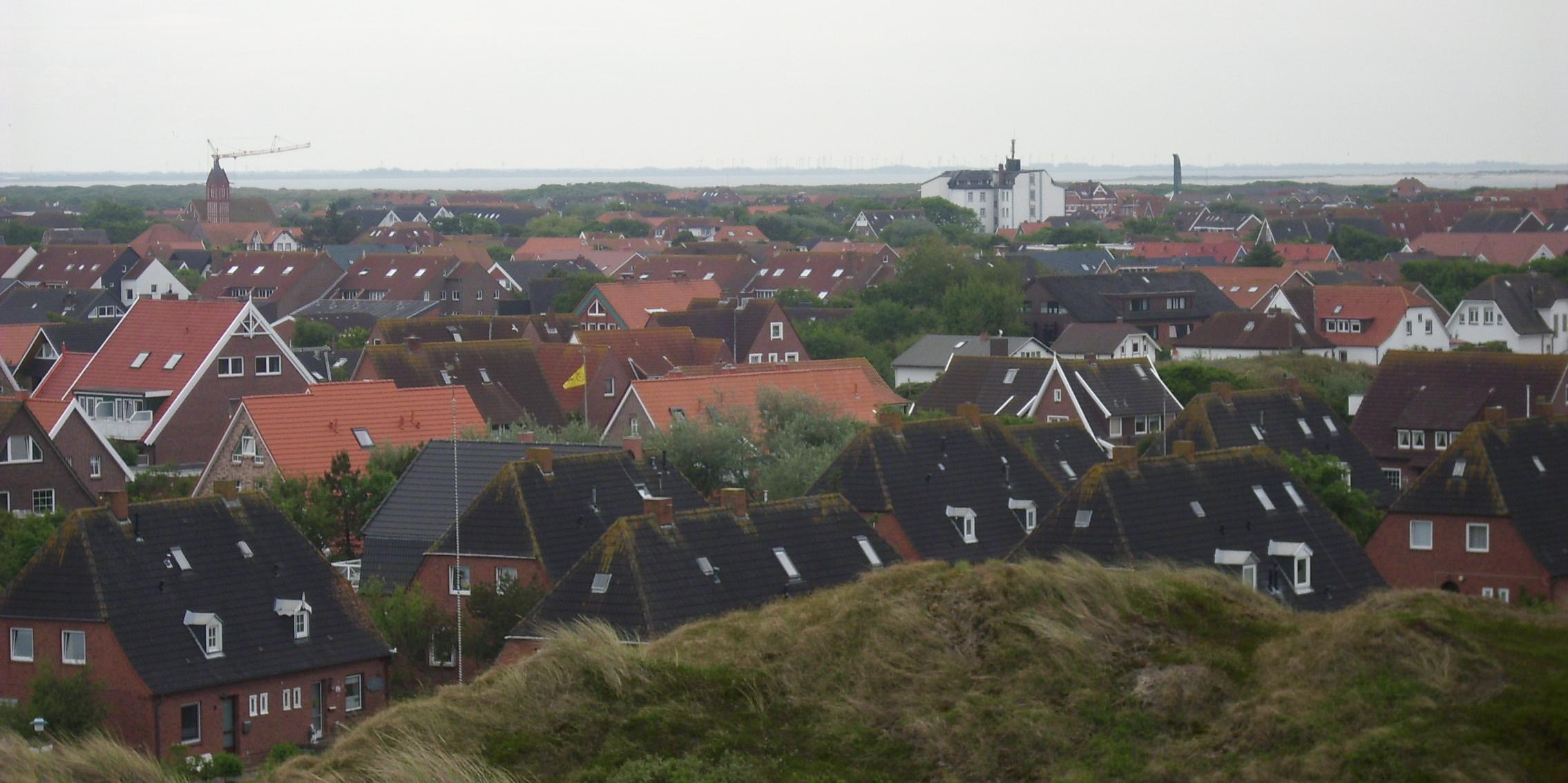
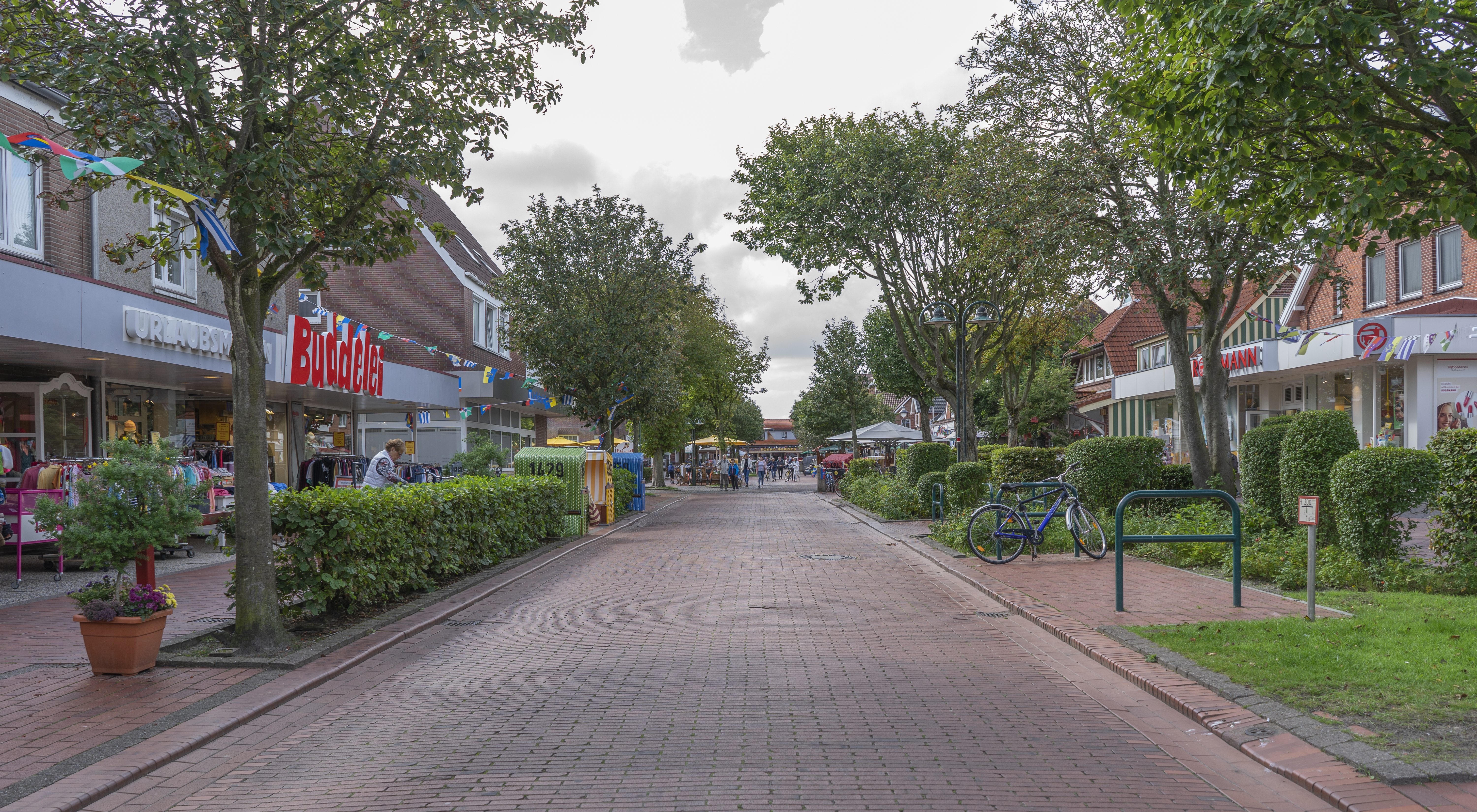
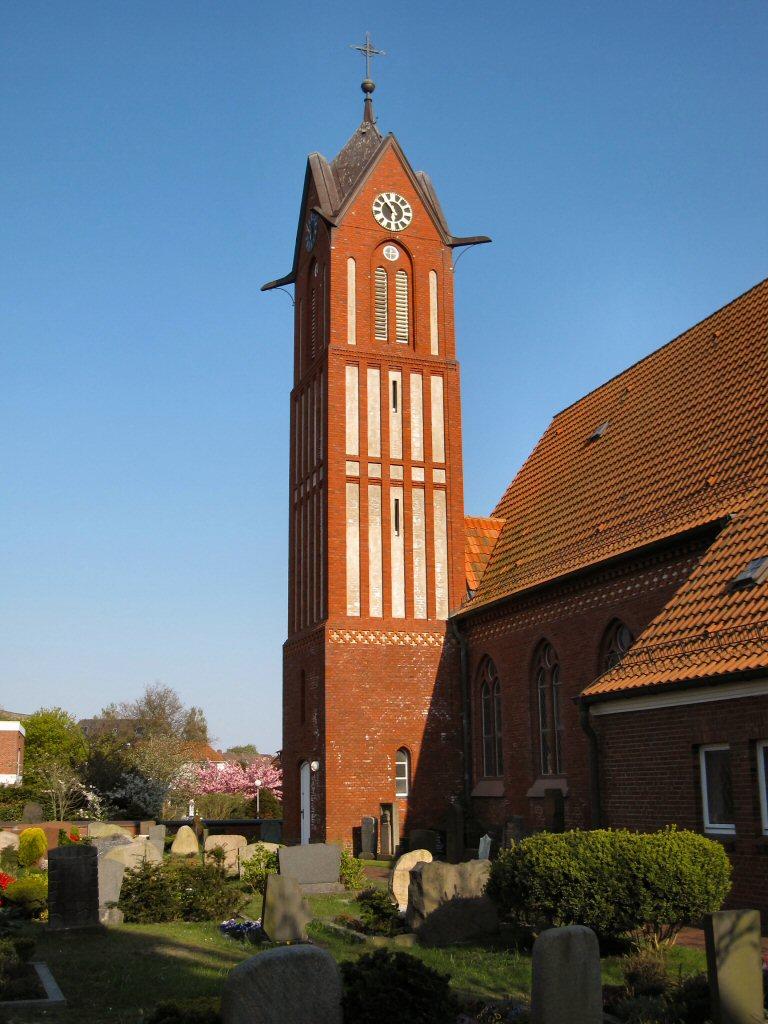
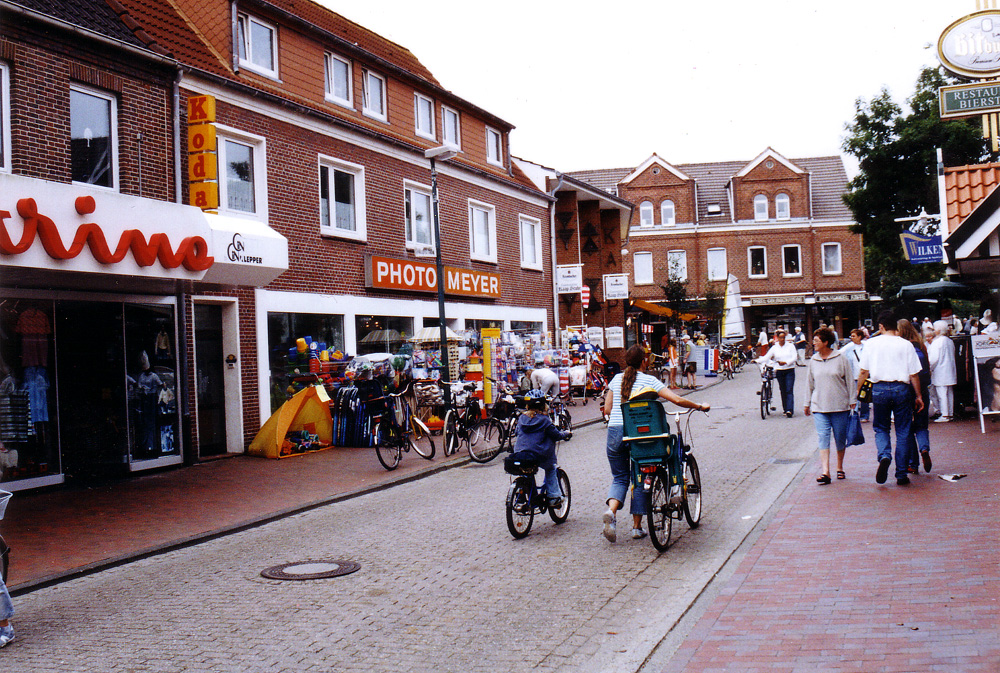
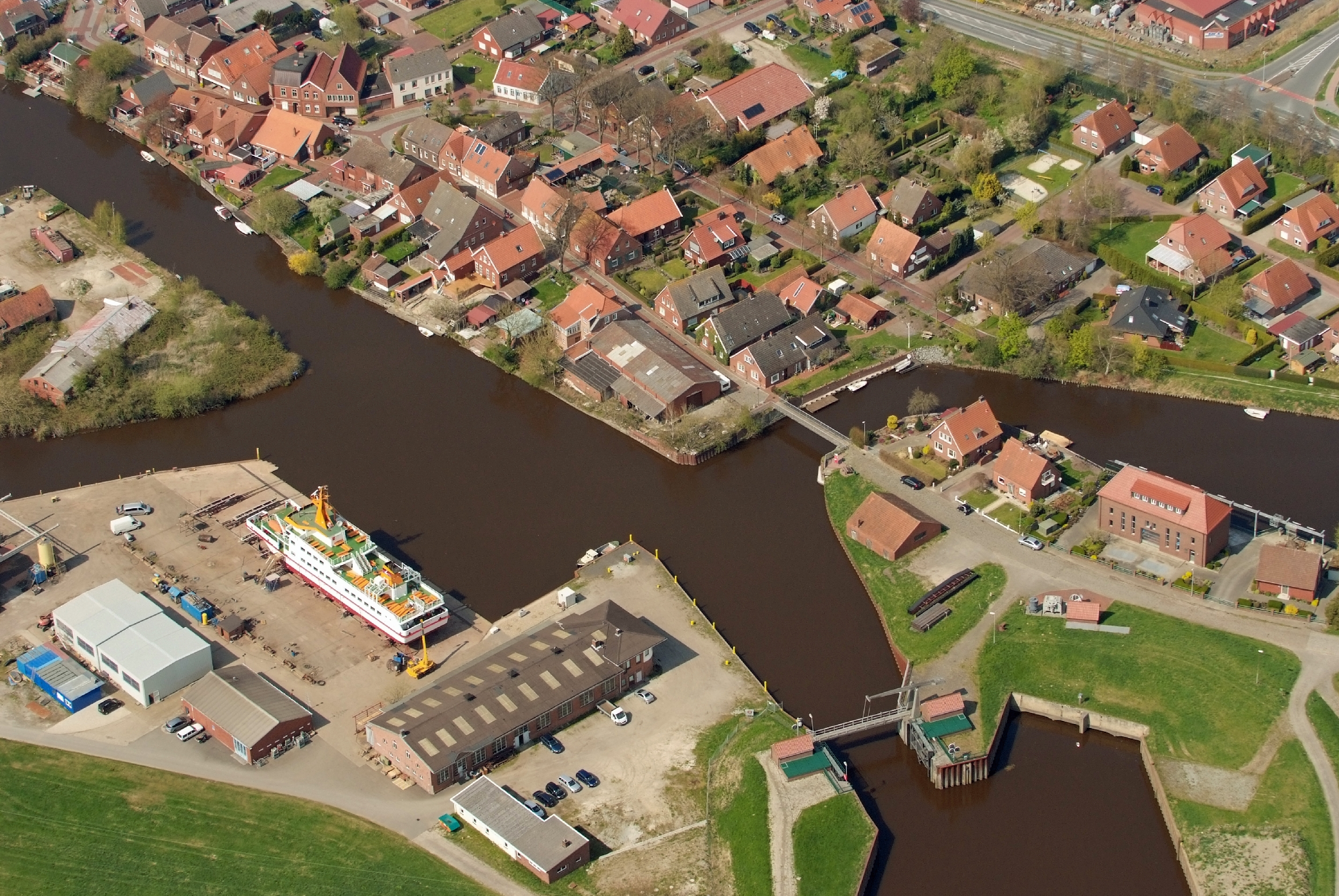
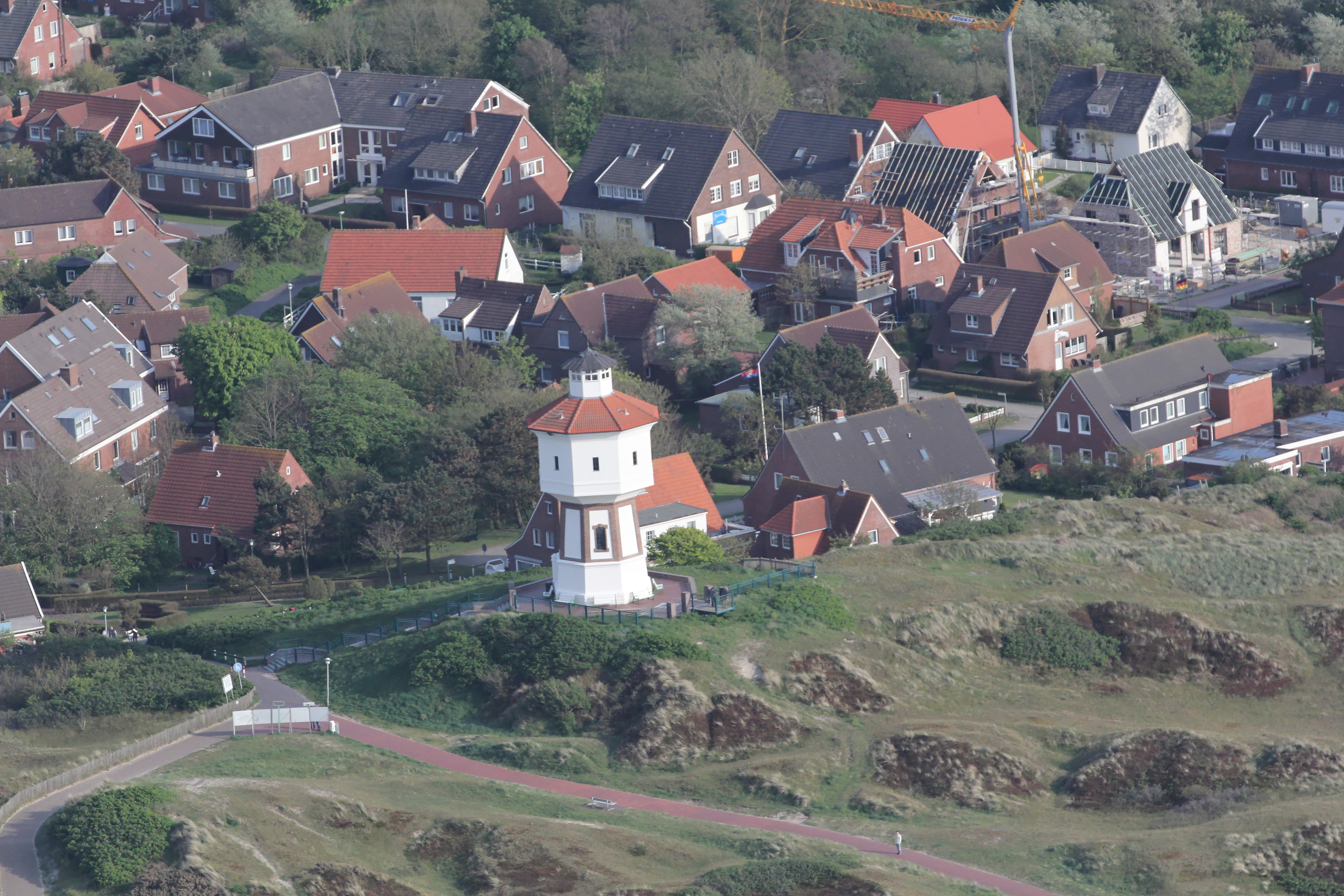
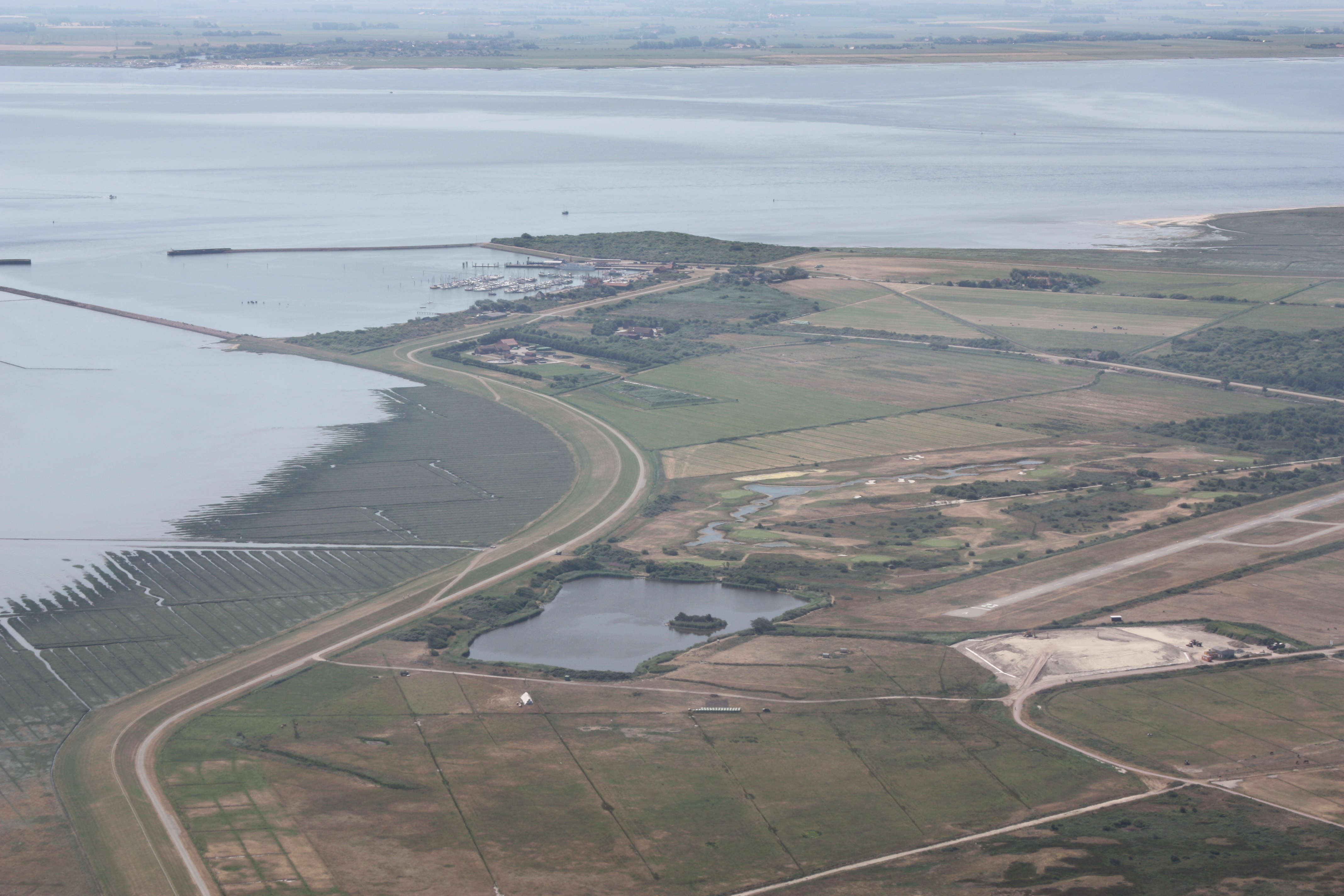
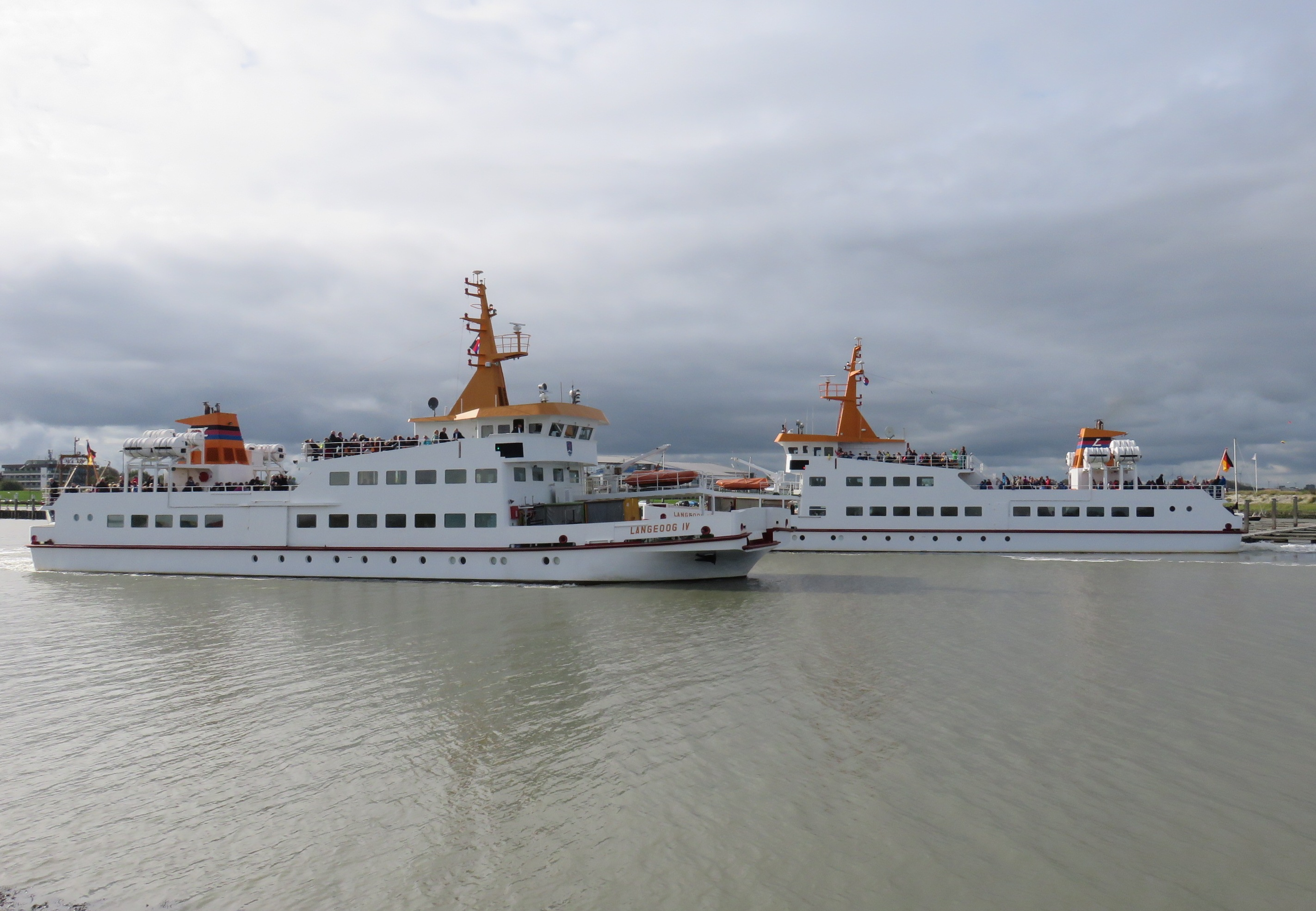
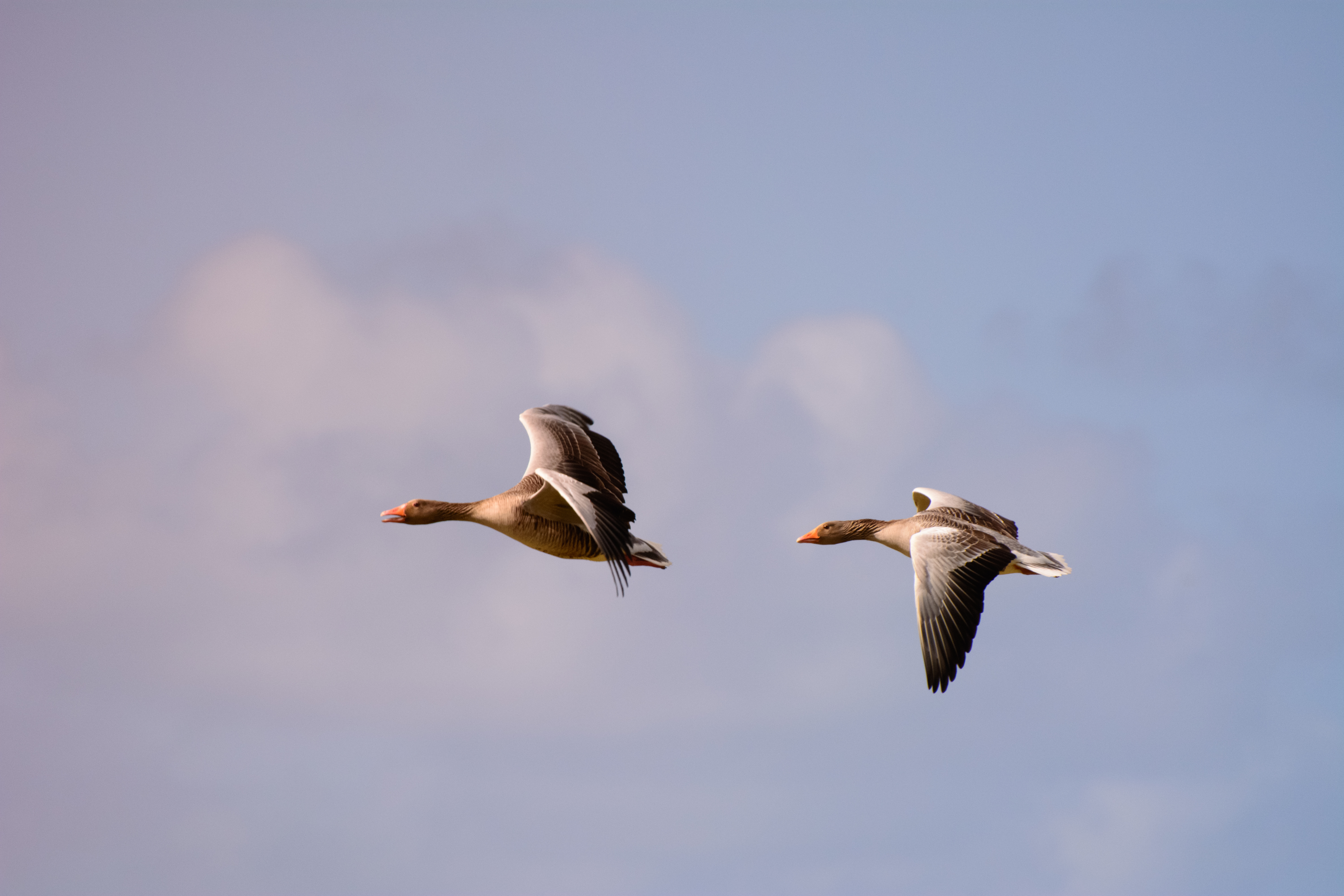
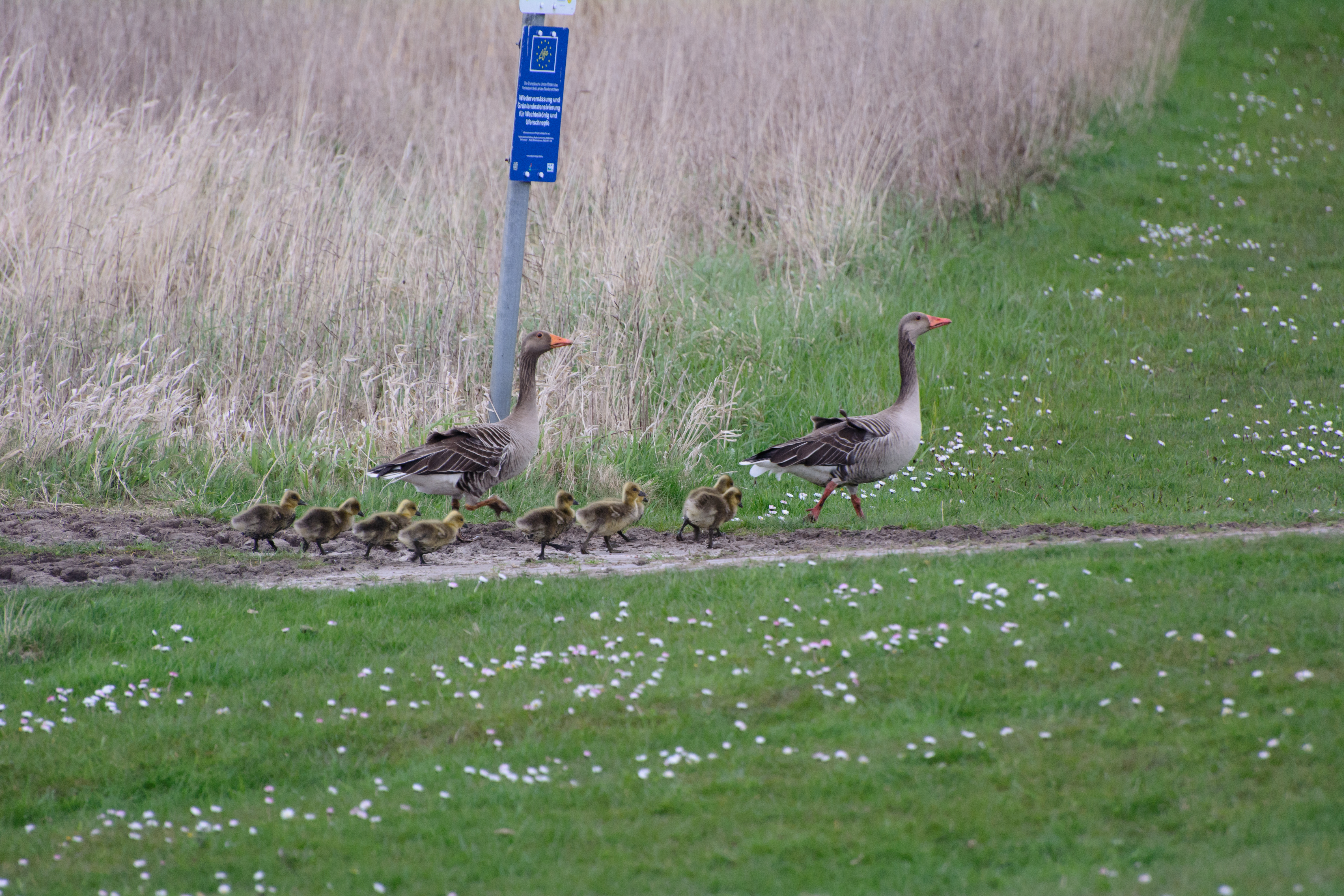